# Мокієвська (Морозовське сільське поселення)
Мокі́євська (рос. Мокиевская) — присілок у складі Верховазького району Вологодської області, Росія. Входить до складу Морозовського сільського поселення.

## Населення
Населення — 44 особи (2010; 61 у 2002).
Національний склад (станом на 2002 рік):
- росіяни — 100 %